# Epormenis roscida
Epormenis roscida är en insektsart som först beskrevs av Ernst Friedrich Germar 1821.  Epormenis roscida ingår i släktet Epormenis och familjen Flatidae. Inga underarter finns listade i Catalogue of Life.